# Дихромазия
Дихромазия (греч. dichromasia; ди- + chroma — цвет) — это расстройство цветовосприятия ввиду нарушений функций колбочковой системы, разновидность дальтонизма. Дихромазия может нести как врождённый (генетический механизм, встречается у 8 % представителей мужского пола и у 0,4 % представителей женского пола).
Больной дихромазией способен различить лишь два главных цвета. Впервые расстройство цветовосприятия было упомянуто учёным — Дальтоном.

## Диагностика
Для выявления дихромазии проводится особое тестирование офтальмологического характера. При тестировании используются полихроматические, то есть, многоцветные таблицы; таблицы Рабкина; спектральные аномалоскопы. Фиксируется количество верных ответов, отмечается цветовая зона и ставится диагноз.
Носителем гена-мутанта являются женщины.

## Причины и симптомы
Основными причинами, побудившими дихромазию, являются различные патологии области сетчатки, катаракта, длительный прием различных лекарств, функциональные нарушения в работе центральной нервной системы и головного мозга.
Основным симптомом дихромазии является неспособность различать оттенки цветов, в частности, краснопурпурные оттенки.

## Лечение
На данный момент особых способов профилактики, а также лечения расстройства цветовосприятия не существует. Врачи рекомендуют пользоваться специальными цветными очками.

## Ограничения
Люди с расстройством цветовосприятия лишены прав работать в определённых отраслях, служить в ряде войск, водить транспортные средства.

## Виды дихромазии
Существует три вида зрительных патологий:
1. дейтеранопия — широкораспространенный вид дихромазии. Человек не способен воспринимать зеленый спектр, а также оттенки красного. Их заменяют синий и жёлтый спектры.
2. тританопия — редкий вид дихромазии. Синий спектр абсолютно не воспринимается.
3. протанопия — вид дихромазии, при котором невозможно распознать красные оттенки. Их заменяют жёлтый, коричневый, серый цвета.